# Walcownia (Sosnowiec)
Walcownia (Osiedle Mariana Maliny) – osiedle położone w centralnej części Sosnowca, zaliczane do dzielnicy Dańdówka.
Granicami osiedla są: od południa linia Kolei Iwangorodzko-Dąbrowskiej (linia Katowice-Sędziszów-Kielce), od północy ulica gen. Andersa, od wschodu ogródki działkowe, od zachodu teren boiska nieistniejącego już klubu Polonia Sosnowiec oraz wyrobisko cegielni.
W skład historycznej kolonii z początku XX wieku wchodzą domy robotnicze oraz urzędnicze, dla pracowników zakładów hrabiego Renarda. Pierwotnie wzniesiono 14 domów robotniczych oraz 8 domów urzędniczych. Obiekty różniły się standardem i wielkością mieszkań oraz ilością kondygnacji. Wniesiono też obiekty użyteczności publicznej, sklepy, łaźnię parową dla robotników oraz salę teatralną.
Od strony południa, przebiega trasa linii autobusowej nr 160.
Na osiedlu mieszkał i tworzył Marian Malina.